# Франция на летних Олимпийских играх 1976
На летних Олимпийских играх 1976 года Францию представляло 206 спортсменов (177 мужчин, 29 женщин). Они завоевали 2 золотых, 3 серебряных и 4 бронзовых медали, что вывело сборную на 15-е место в неофициальном командном зачёте.

## Медалисты
| Медаль  | Спортсмен                                                                          | Вид спорта            | Дисциплина                            |
| ------- | ---------------------------------------------------------------------------------- | --------------------- | ------------------------------------- |
| Золото  | Ги Дрю                                                                             | Лёгкая атлетика       | Мужчины, 110 м с барьерами            |
| Золото  | Юбер Паро Мишель Рош Марк Рог Жан-Марсель Розье                                    | Конный спорт          | Конкур, командное первенство          |
| Серебро | Даниэль Морелон                                                                    | Велоспорт             | Мужчины, спринт                       |
| Серебро | Брижит Гапе-Дюмон Брижитт Латриль-Годен Клодет Жослан Кристин Мюзьо Вероник Тренке | Фехтование            | Женщины, рапира, командное первенство |
| Серебро | Даниэль Сене                                                                       | Тяжёлая атлетика      | Мужчины, до 67,5 кг                   |
| Бронза  | Бернар Тальвар                                                                     | Фехтование            | Мужчины, рапира, личное первенство    |
| Бронза  | Кристиан Ноэль Бернар Тальвар Дидье Фламан Фредерик Петрушка Даниэль Ревеню        | Фехтование            | Мужчины, рапира, командное первенство |
| Бронза  | Анри Бёрьо                                                                         | Спортивная гимнастика | Мужчины, перекладина                  |
| Бронза  | Патрик Виаль                                                                       | Дзюдо                 | Мужчины, до 70 кг                     |

## Состав и результаты олимпийской сборной Франции

### Современное пятиборье
Спортсменов — 3
Современное пятиборье включает в себя: стрельбу, плавание, фехтование, верховую езду и бег.
Мужчины
| Соревнование              | Спортсмены                        | Конкур | Конкур | Конкур | Фехтование | Фехтование | Фехтование | Стрельба  | Стрельба | Стрельба | Плавание | Плавание | Плавание | Бег     | Бег  | Бег   | Всего     | Всего |
| Соревнование              | Спортсмены                        | Штраф  | Очки   | Место  | Побед      | Очки       | Место      | Попаданий | Очки     | Место    | Время    | Очки     | Место    | Время   | Очки | Место | Результат | Место |
| ------------------------- | --------------------------------- | ------ | ------ | ------ | ---------- | ---------- | ---------- | --------- | -------- | -------- | -------- | -------- | -------- | ------- | ---- | ----- | --------- | ----- |
| Индивидуальное первенство | Мишель Геган                      | 0      | 1100   | 4      | 20         | 712        | 30         | 181       | 714      | 40       | 3:41,47  | 1104     | 29       | 13:10,0 | 1195 | 18    | 4825      | 33    |
| Командное первенство      | Ален Корте Клод Гике Мишель Геган | 3236   | 3236   | 2      | 2225       | 2225       | 10         | 2670      | 2670     | 6        | 3136     | 3136     | 12       | 3567    | 3567 | 4     | 14 834    | 9     |